# Đèo Phiêng Ban
Đèo Phiêng Ban là đèo trên quốc lộ 37 ở vùng đất xã Phiêng Ban huyện Bắc Yên tỉnh Sơn La, Việt Nam .

## Vị trí
Đèo Phiêng Ban trên quốc lộ 37 ở ranh giới giữa thị trấn Bắc Yên 21°14′47″B 104°25′57″Đ / 21,24644°B 104,432602°Đ và xã Phiêng Ban .
Đoạn quốc lộ 37 ở đây được nâng cấp từ đường tỉnh 113.
Đoạn này từ Ngã ba Gia Phù 21°11′48″B 104°36′10″Đ / 21,196767°B 104,602733°Đ xã Gia Phù huyện Phù Yên qua thị trấn Bắc Yên, Tạ Khoa,... đến đèo Chiềng Đông 21°08′19″B 104°12′01″Đ / 21,138737°B 104,20016°Đ trên quốc lộ 6 ở xã Cò Nòi huyện Mai Sơn .